# リマ排日暴動事件
リマ排日暴動事件（リマはいにちぼうどうじけん）は、1940年5月13日にペルーのリマを中心に発生した、日系移民に対して行われた暴動、掠奪事件である。事件は、太平洋戦争終戦までの5年間、ペルーの日系移民にとって最悪の試練の期間の始まりとなった。事件の要因として、ペルー日系移民の都市集中とペルーへの同化に対する拒否感、その状況を受けてのペルー側の排日感情の高まりが挙げられる。

## 事件の背景

### 日系移民の状況
「日系ペルー人」も参照

#### ペルーへの移民の開始
ペルーへの日本人契約の始まりは、公には1898年にペルー政府が日本人契約移民の入国を許可し、1899年に最初の移民790名が渡航したことに始まる。1899年から1907年の間に契約移民6295人がペルーに入り、そのうち約92%の5777人が太平洋沿岸の綿花などのプランテーションへ送り込まれた。
1923年の調査では、ペルー在留の日本人は9,440人であり、そのうち約6,000人がリマ周辺部に居住していた。1917年、日系移民の相互交流を目的にペルー中央日本人会が設立された。

#### ペルー国内の排日気運の醸成と契約移民の廃止
1920年前後からペルーでは、排日気運が醸成されていった。それ以前よりペルーでは先住民に対する蔑視は甚だしかった。従ってインディオと同じような皮膚の色の日本人に対する排斥もペルーが南米で最も厳しかったと言われている。排日記事は年中新聞等を賑わすようになっていった。例えば次のとおりである。
1919年にペルー政府は白人移民を奨励する大統領令を出し、白人優先主義を鮮明にした。これは、日系移民の都市部への集中があったと推察される。1922年には、「東洋人入国禁止法案」が議会に提出された。
1923年にペルー政府と日本政府の間で合意の上に契約移民が廃止になった。廃止の理由として、日本政府は、移民者の低賃金と渡航費の持ち出しが移民を利さないとし、ペルー政府は日本移民が社会問題化していることを挙げた。

#### 1930年の暴動事件の発生
1929年に起こった世界恐慌は、ペルー経済にも打撃を与えた。当時のペルーの主要な輸出品であった綿花と砂糖の国際価格は暴落し、国内経済は混乱した。これにより、1919年から長期独裁を敷いていたアウグスト・ベルナルディーノ・レギーア・イ・サルセード大統領への不信と反感が高まっていった。
1930年8月23日に、アキレパに駐屯していた軍の部隊の隊長であったルイス・ミゲル・サンチェス・セロが「政府は財政整理の一環として、軍隊の減員、減俸、恩給減額などを進めている」とし、反乱を起こした。この動きがペルー各地に伝わると、クスコやプーノなどの駐屯軍にも反乱に加担する声明がでた。レギーアは辞職を表明し、パナマへの脱出を企てたが失敗し捕らえられた。8月30日にサンチェス・セロがリマに乗り込み、自らを首班とする臨時政府の樹立を宣言し、クーデターは収束した。
このクーデターの騒ぎに乗じ、8月25日から26日にかけて、リマの下層階級が暴動を起こした。レギーアの私邸や縁故者、高官の私邸が襲撃を受けた。
同時に、「レギーアが招き入れた日本人を襲撃せよ」等の排日文書が散布され、流言がとび、日本移民の商店が破壊略奪を受けた。この2日間で被害を受けた数は130店舗で、本人の申告による被害見積りは30万ソルに及んだ。ただ、この時の暴動は、必ずしも日系移民だけをターゲットにしたものではなく、イタリア移民や中国移民の商店も被害を受けた。

#### 1930年の暴動事件への日系移民の対応
ペルー国内の急激な排日感情の高まりを見たペルー中央日本人会は、暴動事件への対応策を決議した。主だった項目は以下のようなものである。
- 海岸地帯や山林地帯を新たに開発し、新しい産業を興し、ペルーに寄与するとともに都市部への日本移民集中の弊害を避ける[11]。
- 屋台による麦茶売り、野菜売り、アンティクーチョ（串焼き）売りなど外見が見苦しい職業はなるべく転廃業するように相互協力する[11]。
- 商業道徳を重んじ、日系移民の信頼を回復する[11]。
- なるべくペルー人を雇用し、下層細民の職業を奪ったり圧迫することが無いように注意する[11]。
- 新規店舗の資金源であった頼母子講の新規開設を自粛する[12]。

ペルー中央日本人会は、排日感情と日本人都市部集中の緩和のため、ペルー拓殖組合を設立し、アマゾン川上流へ日本人の入植を図った。
またペルー中央日本人会は、生活風習を現地に合わせる努力をすべきとし、会内に社会問題研究会を設けて、以下の事項の実施を採択した。
- 風教上問題視されている職業に従事している者は、速やかに他に転業させること[12]。
- 店舗の内外や、寝室および炊事場は清潔にし、また寝室には窓を設け、通風と採光に注意すること[12]。
- 洗濯した衣類を身にまとうこと、外出や接客時には特に注意すること[12]。
- 公衆の面前で、子供を背負う習慣は廃止すること[12]。
- 草履や下駄履きで店頭や街路を歩かないこと[12]。
- 公衆の面前で、婦人が乳房を露出して授乳することは慎むこと[12]。

### 排日感情の理由
排日運動が起きる状況を産んだ背景は、1931年に、当時リマに公使として駐在していた来栖三郎が日本外務省に送った報告書「秘露ニ於ケル排日運動」の中でも指摘された。以下に、来栖公使が指摘した要因を示す。
- アマゾンの未開の地に入植したはずの日本人が、リマ首都圏など都市部に集まって商業を始めたこと[15]
- 日本人経営の店が競合するペルー人の仕事を奪っていったこと[16]
- 日本人経営の店は、零細かつ家族ぐるみで行われ、ペルー人を雇用するような規模にならなかったこと[注釈 2]
- 特に飲食店での不潔さが問題になるなど、日本人経営の店は設備が悪かったこと[16]
- 日本人はペルー人から見ると寡黙であり、ペルー人と積極的に交流を持たなかったこと[17]

### ペルーの政治状況
1940年当時、ペルーの大統領はマヌエル・プラード・イ・ウガルテチェであった。彼は有力な銀行家の一族に属し、ペルー経済を独占的に支配する、典型的な白人上層階級の人間であった。ペルーの先住民の問題に関しても無関心で、白人至上主義者であり、有色人種への偏見があった。またペルーの伝統的な上層階級に属するものとしてアメリカと深い関係を構築していた。
1932年、外国人が経営する企業はその雇用労働者の80%をペルー人にしなければならないという法律が制定された。1936年に「移民制限並営業職業制限令」が公布された。この法令はペルー在留の外国人を出身国別に最高1万6000人に制限し、各産業に従事する外国人経営の数をそれぞれ全体の２割以内に制限するものであった。この頃、移民数が1万6000人を超えていたのは、日本人だけであった。また雑貨品、コーヒー店、理髪店などでは日本人経営の店が全体の過半数以上を占めていた。

#### アプラ党の扇動
アメリカ革命人民同盟（以後、アプラ党）は、1924年に結党された社会主義政党である。アプラ党は当初から反日感情が強く、日本の軍国主義や帝国主義的拡大政策をことあるごとに攻撃していた。またアプラ党はペルー政府の攻撃材料に、日系移民を利用した。例えばアプラ党の機関誌には「ペルー外相が多額の金を日本政府から受け取り日系移民を許可し、百万長者になった」という事実無根の記事を掲載するなどし、政権を揺さぶった。

## 事件発生前の状況

### 日系移民の状況
1936年にペルー政府が公表した、ペルー在住の外国人数によると、日本人は2万2560人で、全外国人の46.7%を占めていた。また日系移民の約6割がリマ、カヤオの都市部に居住していた。
前述のように、「移民制限並営業職業制限令」で外国人経営の数をそれぞれ全体の２割以内に制限したが、以下の表の通り、事実上実施されていない状況で、日本人経営の店がペルー人経営を圧迫していた。
| 種類                 | 日本人経営店 | ペルー人経営店 |
| -------------------- | ------------ | -------------- |
| 日用雑貨食料品店     | 297          | 75             |
| コーヒー店（カフェ） | 158          | 0              |
| 理髪店               | 140          | 55             |
| 洋食店               | 92           | 85             |
| パン製造業           | 78           | 36             |
| 時計その他手工業     | 55           | 96             |
| 牛乳店               | 32           | 26             |
| ホテル業             | 26           | 0              |

### 駐ペルー日本公館の状況
ペルーのリマには日本の公使館と領事館が置かれ、ペルー政府への対応は公使が行い、在留日本人や日系移民の対応は、領事の仕事であった。当時の領事の権限は非常に強く、日本国籍保持者は彼らの一存で日本に強制送還できた。また官吏として日本政府の外交基本方針を遵守実行し、在留日本人を指導することが求められた。
1930年代の日本外務省の領事に対する要請の一つは、満州事変や日中戦争による緊張した国際情勢の中で日本の置かれた厳しい状況を在留日本人に深く理解させ、同意させ、団結をはかることにあった。しかし、在外公館が行ったこのような指導は、結果的に日系移民がペルー社会への同化の拒絶に対しても正当性を与えることになった。
1939年の中頃、佐藤舜が領事としてリマに赴任してきた。佐藤領事は、赴任当時33歳と弱輩であり、相手に甘くみられないようにするためなのか、必要以上に威圧的な態度で臨んだといわれる。ペルーには北田正元が、佐藤の前年の1938年に公使として赴任していた。北田は穏健な態度で物事をすすめようとしたが、強引に物事を進めようとする佐藤とは馬が合わなかった。両者は次第に対立するようになった。

### 古屋事件
詳細は「古屋事件」を参照
古屋事件は、1939年の年末に、日本から移民し理髪店を営んでいた古屋の寝込みを襲い、強制的に日本に帰国させようとした事件である。古屋と日頃から対立していた日系移民達の計画に日本領事館の佐藤領事らが手を貸していた。しかし、古屋はペルーに帰化しており、また襲撃時に住み込みで働いていたペルー人女性マルタ・コスタが事件に巻き込まれ、翌1940年2月に死亡した。
ラ・クロニクル紙など、元々から排日記事を掲載していた新聞は、コスタの死亡原因は古屋宅に侵入した際の殴打が原因であると書きたてた。さらに時間が経過しても、事件の報道は収束せず、4月5日と5月9日にペルーの上院秘密会議でコスタの死亡原因についての質疑が行われた。
古屋事件は、まとめると以下の３つの状況を生み出した。
- ペルーの新聞に排日報道を過熱させ、日本の北田公使および佐藤領事らはそれを放置した[27][21]。
- 北田公使と佐藤領事の不仲が決定的になった[26]。
- 日本の在ペルー公使館および領事館と、ペルー政府との間に相互不信が生じた[21]。

### 排日報道の激化
古屋事件を端に発した、排日報道は多くのデマを含みながら、エスカレートしていった。例えば、「日本人は機関銃を500挺隠している」「在日ペルー公使が殺害された」「革命指導のために日本人軍人が極秘にペルーに入国している」「日本人の飲食店の食べ物には毒が入っている」などといったものであった。
しかし、このような状況にあっても領事館やペルー中央日本人会は「『チッポケな新聞に何ができるか』位に高をくくっていた」という態度で、事態を放置していた。北田公使も古屋事件は領事の責任であり自身は関知しないという態度であった。

### アメリカ政府の関与
戦争随行のための戦略物資である石油、鉄、銅、ゴム、綿花、肥料などの資源を産出するペルーに住む日系移民について、アメリカ政府は潜在的な危険分子であると認識していた。ペルーに駐在していたアメリカの諜報機関は、日系移民の危険分子と見なされる人物のブラックリストを作成し、日本語新聞の論調を観察していた。

### 事件直前の状態
5月11日のラ・クロニカ紙は、「日本人が大量の武器を密輸入している」という記事を大きく掲載した。これはデマであった。5月12日には、リマの国立競技場で行われたサッカーの試合で、観客席に反日をアジテーションするビラが撒かれた。5月13日にはラ・クロニカ紙が、日本人商店で悪態をついた近所のペルー人の子供を主人が叩いたところ、日本人の暴行事件であるとして大きく報じた。
また日本人の商店や住宅の建物の目立たないところに、白墨やペンキで何かの印が付けられるようになった。この印は消しても、再び付けられていた。

## 事件の経過

### 暴動の発生
5月13日の正午過ぎ、リマのアルフォンソ・ウガルテ通りで、ペルー人の中学生の一団が突如、日系移民の商店に対して投石を始めた。それに乗じて、近所の住民たちが乱入して掠奪をはじめた。煽動者たちは、市内でアジテーションをくりかえし、リマ全市で日本人商店に対する暴動が始まった。掠奪は、20時間余りにわたって続いた。掠奪を受けた日系移民たちは、領事館やリマ日本人学校に避難した。
後述するように、領事館は取り締まり、軍の出動を要請したが、内務省および警察はこれを黙殺した。また、リマ市内の巡査は、日本人の商店の掠奪を、見て見ぬふりをしていた。
リマに始まった暴動は、リマ近郊から他の地方、農村部にも拡大していった。

### 暴動の収束
14日午前8時に、リマ市内に戒厳令がしかれ、間もなく武装警官や軍隊が出動した。しかし、情勢は完全に収まることはなかった。14日に午後に、佐藤領事の発した有田八郎外務大臣宛の公電には「今尚暴行継続中」とした。15日にも散発的に掠奪が発生した。
20日、ブラジルのリオデジャネイロに出張中であった北田公使がリマに帰任した。状況を見極めるため、20日から、ペルー政府に連絡のうえ試験的に10軒の日本人経営の店を開店させた。

### 地震の発生
暴動もだんだん下火になった5月24日に、リマ地方に大きな地震が発生した。リマおよびカヤオの都市部では建物が至るところで倒壊し、人々は大混乱に陥った。
リマ日本人小学校には暴動の被害者である日系移民が数百人が収容されていたが、そこに近隣の震災被害者が流れこんでひどい混雑となった。

### 領事館の対応
暴動発生直後、日系移民たちは、領事館にかけつけたり電話をかけたりしたが、佐藤領事らは「大したことはない」「すぐ鎮まる」と言って取り合わなかった。一方で、佐藤領事は、ペルー側に善処を要求したが、古屋事件で生じた領事とペルー政府との間に相互不信があり、コミュニケーションがつきにくかった。
領事は、まずペルー内務省に出向いたが相手にされなかった。次いで、外務大臣に対して邦人保護を要請し、外務大臣は遺憾の意を示し、至急軍隊出動することを約束した。しかし、なかなか実行されず、13日の夕方に「日本人のペルーでの内乱計画はデマである」とラジオ放送したに過ぎなかった。また北田公使は不在であり、これも事態を悪化させた。

### 日本での報道
東京朝日新聞は、5月16日の朝刊3面で「リマ市（ペルー）の邦人襲撃　掠奪被害四百余戸　一物残さぬ残虐振り」との見出しで伝えた。5月17日の東京朝日新聞朝刊7面には佐藤領事と国際電話でのインタビュー内容を掲載した（後述）。

#### 佐藤領事のインタビュー
東京朝日新聞は国際電話で、佐藤領事とインタビューを行い、5月17日の朝刊7面に「狂乱の反日暴動を聴く」のタイトルで、その内容を掲載した。以下、一部を抜粋引用する。

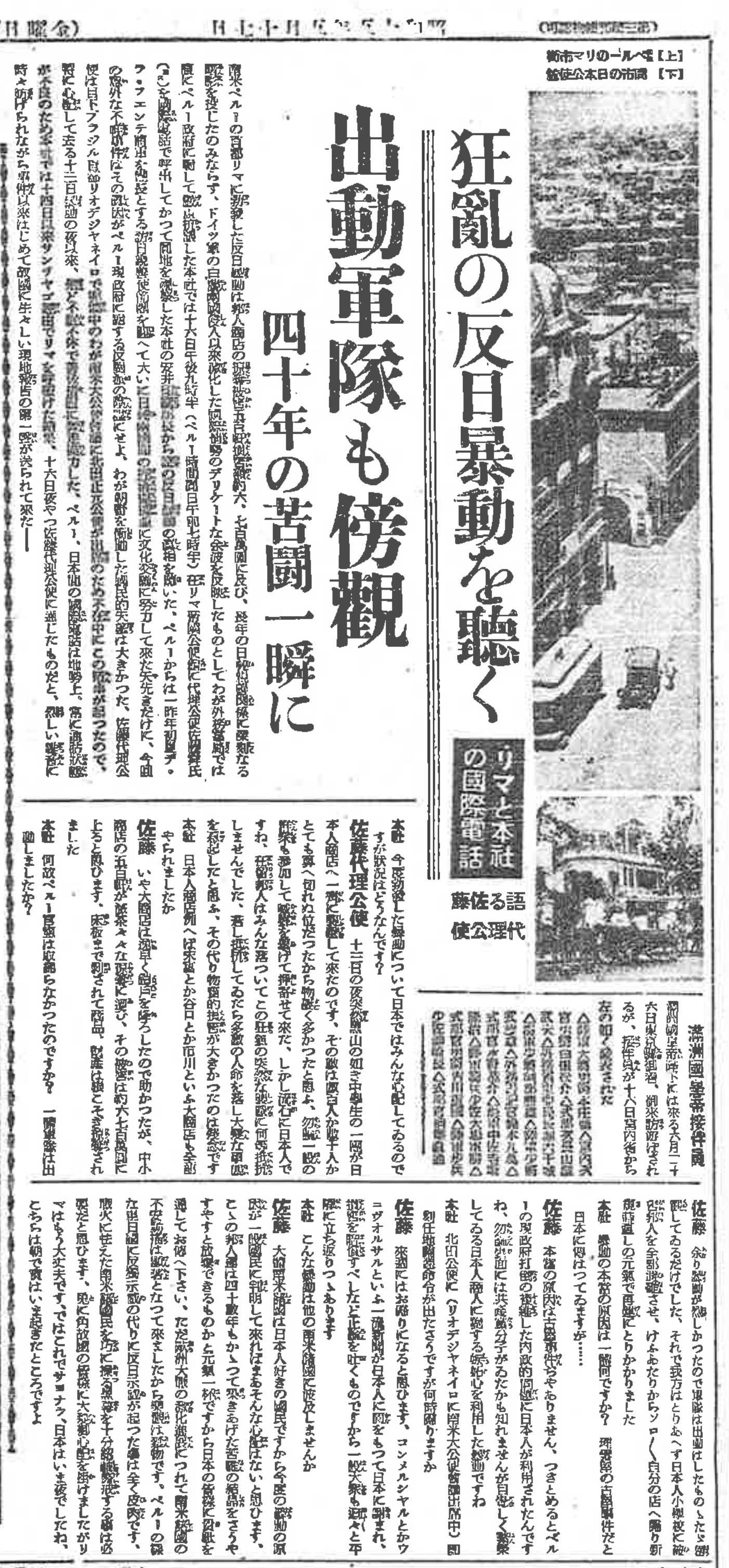
東京朝日新聞1940年5月17日朝刊7面「狂乱の反日暴動を聴く」

このように、佐藤領事は暴動が古屋事件と無関係であると、明言した。また、佐藤領事は東京の外務省宛の5月22日の公電においても、事件の原因を「ペルーのアプラ党」や「中国人が背後にある」と報告した。

### 日本政府の対応

#### 暴動事件への抗議
5月15日、有田八郎外務大臣は、駐日ペルー代理公使に対して抗議を行い、犯人への厳罰と損害の賠償を要求した。

#### 佐藤領事の転勤
事件について、古屋事件の対処に失敗した佐藤領事の負うべき責任は大きかった。しかし、上述の朝日新聞のインタビューなどでも明らかなように、佐藤領事は、事件はあくまでペルーの反政府勢力の引き起こしたものという見解に固執していた。
東京の外務省本省は、佐藤領事の行動に対して厳しい批判や処分を加えるような雰囲気ではなく、むしろ「佐藤領事の行動をよしとする雰囲気すらあった」と言われる。その背景には、戦時下の日本にあっては強気の外交官が好まれ、強気ででた多少の失策を看過する傾向があった。また移民関係の一端を管轄している拓務省が調査員を派遣して事件を詳しく調べるべき、と主張しており、外務省が拓務省の介入を避けるためだったともいわれる。
しかし、被害者の帰国問題に関しても、北田公使と佐藤領事が、それぞれ別々に東京への報告と意見具申するという状況であった。このように北田公使と佐藤領事の不仲は決定的であり、東京側は公使と領事の相互の間に密の連絡を取るようにたしなめる公電を送っている。
北田公使は領事の更迭を東京に強く要請し、日系移民の中にも領事の失策や領事と結びついたペルー中央日本人会の幹部を糾弾する動きがでたため、外務省も決断するに至った。7月末付で佐藤領事をメキシコ公使館三等書記官兼領事として転勤させた。

#### 被害者の帰国
6月12日の東京宛の公電によると、暴動被害者のうち、帰国希望者は合計558名であり、その内沖縄県出身者は482名だった。6月20日に、北田公使は再起不能者を全員無償で日本に帰国させる必要があることを強調した報告を東京に送った。帰国希望者の数を絞った上で、外務省と拓務省の折半で機密費から帰国費用を支出することが決まった。
7月11日、54家族216名が平洋丸でカヤオ港を出港、8月13日に横浜港に入港した。

### ペルー政府の対応
5月18日、大統領令をもって、国勢調査の実施を理由に、外国人移民の入国を停止することを決定した。日本側から抗議があったがこれを退けた。
5月22日、北田公使に対してペルー外相は、暴動事件の調査委員会を設置したことを通知した。また、外相は暴動の関係者として、「暴動の口火を切った中学生などを放校」、「扇動した教師を解職」、「警察署長2名を更迭」、「反日記事を連続して掲載したラ・クロニカ誌に自己批判的な社説掲載を命じた」、「暴動に関与したとしてアブラ党の党員を逮捕した」等を説明した。

## 暴動の被害
5月15日発の公電によると、日系移民の死者1名、負傷者10数名、掠奪を受けた家屋は500軒以上であるとした。5月23日発の公電によると、リマ市とその郊外の被害件数は598、そのうち全滅が321件。直接被害362万5,000ソル、住宅被害53万9,000ソルと報告した。

## 暴動後の動向

### 駐ペルー新公使と新領事の着任
1940年に淀川正樹がリマ領事に、1941年に坂本竜起がペルー公使にそれぞれ着任した。両名は外務省より、暴動の賠償問題の解決と暴動事件の背景にあった排日感情の改善に務めるよう指示を受けていた。淀川領事の元には、賠償金受領を催促する日系移民が連日押しかけた。

### 暴動後のペルーの排日的感情
淀川領事は、1940年11月20日付の東京への公電で、リマでの排日的感情について報告を行った。その中で、「新聞は暴動後も引き続き排日記事を掲載している」「リマやカヤオなどでは連日のように排日ビラが撒布され、民衆の反日感情を煽っている」「状況は暴動前と変わっておらず、日系移民は不安に駆られている」と報告した。

### 賠償問題
淀川領事は、再三ペルー政府に対して調査委員会の調査の進捗状況を問合せた。しかし、暴動事件後も、排日感情が収まっておらず、排日的な意見を持つ者が「日本人に対して過大に被害額を査定した」と非難することを恐れて、故意に調査を遅延させているのではないか、と疑われていた。
領事館では賠償額を、400万ソルと見積もっていた。しかしペルー側の被害額の調査は、事件後1年経過した1941年5月に至っても全体の約半分程度であった。また調査が終わった部分の賠償額は日本側の査定した請求額と大きな開きがあり、ペルー側の調査に従って賠償額が決定すれば、移民の間から大きな不満が起こるだろうと予想された。
被害にあった日系移民には、生活に困窮するものも出てきており、外務省はペルー政府に前払いで暫定的に支払うように交渉するようにと、領事館に対して訓令を行った。そして交渉の末、ペルー政府は1941年3月に賠償金10万ソルの前払いに同意した。
1941年8月に一部物資払いで、総額140万ソルで賠償金が合意となった。賠償の関連法案に大統領署名を得て、官報に掲載されたのは、1941年12月6日であった。12月7日、賠償に関する法案が官報に公布されたことを日系移民に報告する会が、リマ日本人小学校で開かれた。その席上で、太平洋戦争開戦のニュースが伝えられた。
太平洋戦争開戦まもなく、日本とペルーは断交となった。そのため、1962年まで賠償問題は棚上げとなった。
1962年、太平洋戦争時にペルー政府が行った日系移民資産凍結に対する解除問題の解決後、暴動事件の賠償金が日本大使館とペルー政府の間で議論されることになった。1963年、三浦文夫大使とペルー外務大臣との間で、暴動事件の賠償金未払額130万ソルの存在の確認と、1964年より20万ソルの年賦支払いを合意した。しかし、ペルー政府は財政の問題を理由に支払い実行に応じず、1966年に5万ソルの支払いを実行しただけであった。

### 太平洋戦争時の日系移民の状況
太平洋戦争開戦直後とともに、ペルー政府は日本人に対する態度を硬化させていった。1942年1月には、戦略物資を買い付けに来ていた日本人商社社員、約10名を逮捕監禁した。1月12日には、日本語新聞が発行停止を命じられた。
1月24日、ペルー政府は日本国との国交断絶を通告した。公使館員、領事館員とその家族を強制収容した。またこれに並行して、ペルー政府は、アメリカ大使館が用意したと噂されるブラックリストに基づき、日系移民の指導者層にあたる重要人物を逮捕していった。
4月から外交官、商社員、日系移民がアメリカに向けて強制送還が始まり、1945年までに1,771名の日系人がアメリカに向けて強制送還された。強制送還された人々に対しては身の回りの品以外の携行を許さず、出国後は不動産を含む資産はすべてペルー政府が接収し、競売その他で処分された。日本政府は、第三国を経由した在留民交換を拒否したため、アメリカ政府はペルーから連れ出した日系移民を戦争中、自国内に収容せねばならないことになった。
ペルーに残った日系移民も、資産凍結、接収、3人以上の集会禁止、日本語の使用禁止などが適用された。ペルー中央日本人会の解散、日本人学校の接収も行われた。

### 日系移民の心情
太平洋戦争中、ペルーでの日系移民の状況は苛烈であった。そして戦後も日本の負けを受け入れず、根拠の無い戦勝説を流布し、敗戦を受け入れ立ち直りを図ろうとしていた他の日系移民を敵視する者が現れた。いわゆる「勝ち組」と呼ばれた集団である。
ペルー日系二世で、太平洋戦争前に就学のため日本に滞在したある男性は、戦後しばらく経ってからペルーへ戻り、家族の前でスペイン語を使ったところ、父親から「五等国民の言葉を使うな、一等国民の言葉を使え」と一喝されたと回顧している。

## 暴動事件の考察
以下に、日系移民側からみた暴行事件の考察を示す。
日系移民の都市部への集中
元々農村部に入植したはずの日系移民が、都市部に集まり、商工業を展開した。日本人経営の店がペルー人経営を圧迫しており、ペルー人の不満を蓄積させていた。
日系移民のペルー非同化
日系移民は同族意識が非常に強く、戦時体制をとりつつあった日本本国の動向に影響を受けて排他主義に自己正当化していった。戦前の日系移民は出稼ぎ程度の心持ちでペルーに来て、一財産ができたら日本に帰国したいと考えていたものが多かった。ペルー同化への拒否はペルー生まれの二世にも適用されていった。一世にあたる移民たちは子弟にも日本人として生きて行かせたいと考え、日本に就学のため帰国させた例が数多くあった。
ペルー国権の軽視
古屋事件で見たように、領事はペルーの主権を犯し、これがペルー当局が事件を傍観した遠因となった。この背景には、「ペルーは未開の野蛮国」、「法は有名無実で官僚や警察は不正が横行している」、「贈賄はペルーの習慣で犯罪でも恥でもない」というペルーを軽視した認識が領事や日系移民の中に根強くあった。
公使と領事の齟齬
ペルーのように日系移民が多く居住する国では、領事の重要性が高く、領事に大きな権限が与えられていた。しかし、それにより領事館に独立性を持たせ、公使館と対立関係に陥る危険性は以前よりあった。公使と領事の関係が正常であれば排日感情を少しでも収める方策の実施が可能であったし、そもそも古屋事件を回避できたのではないか、もし古屋事件を回避できればこの暴動は起きなかったのではないかという指摘もなされている。